# Bertil Göransson (roddare)
Bertil Edvard Göransson, född 9 februari 1919 i Limhamns församling, Skåne, död 10 april 2004 i Algutstorps församling, Vårgårda, Västergötland, var en svensk roddare. Han blev olympisk silvermedaljör i Melbourne 1956.